# GRB 080916C
GRB 080916C е гама експлозия (GRB) регистрирана на 16 септември 2008 г. посредсвом космическия апарат Swift в съзвездието Кил. Това е най-мощната регистрирана гама експлозия, с енергията на 5900 свръхнови тип Ia, а скоростта на релативистките частици е 299 792 158 m/s (0.999999c), най-екстремната експлозия.
При тази гама експлозия закъснението на най-високочестотните гама лъчи е 16.5 секунди обяснявано с квантовата турболентност на пространство-времето.
Пътувала е до Земята за 12.2 милиарда години. При експлозията Вселената е била само на 1.5 милиарда години. Продължила е 23 минути, почти 700 пъти по-продължителна от средната продължителност на гама експлозия около 2 секунди. Последните наблюдения са правени 32 часа след гама експлозията с инфрачервения детектор GROND на 2.2-метровия телескоп в Европейската южна обсерватория в Ла Сила, Чили, което позволява на астрономите да определят разстоянието на взрива до 12,2 милиарда светлинни години.
Енергията на гама експлозията би стигнала за 13.5 окталиона години на човешката цивилизация при консумация от 2008 година.